# Océane Daniel
Océane Daniel, née le 3 avril 1997 à Dieppe, est une footballeuse française évoluant au poste de défenseur aux Girondins de Bordeaux en Division 1 Arkema.

## Biographie
Née à Dieppe en Seine-Maritime, Océane Daniel commence le football à l'âge de six ans à la Jeunesse Sportive de Saint Nicolas d'Aliermont, elle rejoint ensuite le FC Rouen à l'âge de douze ans.
Elle rejoint ensuite le Paris Saint Germain en 2012 à l'âge de quatorze ans. Après quatre ans de formation au sein du club, elle rejoint Rodez AF pour évoluer en Division 1.
Après une année, Océane Daniel s'envole pour l'Italie, et la Fiorentina où elle joue la ligue des champions et remporte la Coupe d'Italie en 2018 et termine vice championne d'Italie.
Elle rejoint ensuite la Belgique pour évoluer avec Anderlecht RSC. Elle remporte le championnat de Belgique en 2019. 
De retour en France en 2019, elle signe en faveur du Dijon FCO,.
Elle s'engage en 2021 au GPSO Issy Les Moulineaux où après une saison pleine elle signe en faveur des Girondins de Bordeaux,.

## Palmarès
- 2014 : vainqueure de l'Iber Cup au Portugal avec le Paris-Saint-Germain.
- 2014 : vainqueure de la Gothia Cup en Suède avec le Paris-Saint-Germain.
- 2015-2016 : vainqueure du championnat national U19 avec le Paris-Saint-Germain[8].
- 2018 : vainqueure de la coupe d'Italie avec l'ACF Fiorentina.
- 2019 : Vainqueur du championnat belge avec Anderlecht RSC.